# Blue Rock
Blue Rock är det brittiska rockbandet The Cross tredje och sista studioalbum. Albumet släpptes endast i Tyskland, Nederländerna och i Japan. "Life Changes" släpptes som singel, men drogs tillbaka direkt på grund av Freddie Mercurys död.

## Låtlista
1. "Bad Attitude" - (The Cross) 4:45
2. "New Dark Ages" - (Taylor) 4:58
3. "Dirty Mind" - (Edney) 3:30
4. "Baby It's Alright" - (Edney) 4:06
5. "Ain't Put Nothing Down" - (Moss) 4:30
6. "The Also Rans" - (Taylor) 5:27
7. "Millionaire" - (Moss, Noone, Macrae, Edney) 3:43
8. "Put It All Down To Love" - (Edney) 3:34
9. "Hand Of Fools (Out Of Control)" - (Noone, Edney) 3:34
10. "Life Changes" - (Moss, Noone, Macrae, Edney) 5:56

## Medverkande
- Roger Taylor - sång
- Clayton Moss - gitarr
- Peter Noone - bas
- Spike Edney - keyboard
- Josh Macrae - trummor

### Övriga medverkande
- Geoffrey Richardson - violin
- Helen Liebman - cello
- Candy Yates - kör
- Clare Yates - kör